# Анна Ягеллонка (герцогиня Померанії)
Анна Польська або Анна Ягеллонка (пол. Anna Jagiellonka; 12 березня 1476—12 серпня 1503) — польська королівна та литовська княжна з династії Ягеллонів, донька короля Польщі Казимира IV та Єлизавети Габсбург, дружина поморського герцога Богуслава X.

## Походження
Анна Ягеллонка народилася 12 березня 1476 року в Нешаві. Вона була одинадцятою з тринадцяти дітей короля Польщі Казимира IV та Єлизавети Габсбург. За дідуся та бабусю з батьківської сторони Анна мала Владислава II Ягайла, Великого князя Литовського, та його четверту дружину, Софію Гольшанську. Дідусем та бабусею з материнської сторони були Альбрехт II, король Німеччини, Угорщини та Чехії, та Єлизавета Люксембурзька, принцеса Священної Римської імперії.

## Життєпис
Ім'я новонароджена дівчинка отримала на честь сестри своєї матері, Анни Люксембурзької. Від листопада 1479 до осені 1485 року перебувала із родиною в Литві. Щодо її освіти не збереглося будь-яких свідчень.
ЇЇ батько сподівався видати Анну заміж за німецького принца Максимільяна Габсбурга, сина імператора Фрідріха III. Навесні 1486 року польські посланці прибули до Кельну. Вони мали при собі портрет дівчини, щоб показати його майбутньому нареченому. Та Габсбурги відмовились від такої пропозиції.
На рубежі 1489 та 1490 років Миколай Косцельський, хелмський єпископ та дипломат, як представник польської сторони, розпочав переговори із герцогом Померанії Богуславом X щодо його можливого шлюбу із королівною Анною. Богуслав X вже був одружений. Його перша жінка померла 1489 року, не залишивши дітей.
7 березня 1490 року у Гродно була підписана угода про шлюб Анни та Богуслава. Її підписали староста білоградський Адам Подевілс, староста щецинський Вернер Шулебург, лицар Мальтійського ордену Ричард Шуленбург та Бернар Рот. Шлюб за довіреністю був засвідчений.
У посаг своєї доньки Казимир IV надав 32 тисячі угорських злотих. Близько 15 січня 1491 року Анна залишила Ленчице і вирушила до Померанії.
2 лютого 1491 року у Щецині відбулася церемонія весілля. Урочистості були дуже розкішними. На них була присутня матір Богуслава Софія і його брати — Магнус та Валтасар.
Нареченій невдовзі виповнювалось 15 років. Наречений був на двадцять два роки старший від неї. Їхній шлюб повинен був зміцнювати дружні зв'язки Польського Королівства з Померанією.
Подружжя більшу частину часу проводило в Щецині, де Богуслав оновив та розширив місцевий замок. Невдовзі Анна народила першу дитину — дочку, яку на її честь назвали Анною. Всього у пари було восьмеро діточок, лише один з яких помер у несвідомому віці.
16 грудня 1496 року Богуслав вирушив на підтримку Максиміліана I, імператора Священної Римської імперії, в його війні проти короля Франції Карла VIII. Згодом він помандрував на Святу Землю для здійснення християнського паломництва. Повернувся він додому лише 12 квітня 1498 року. У час його відсутності управління справами вели єпископ каменський Бенедикт Валленштайн та канцлер Іржи Клейст. Анна мала змогу долучитися до видання певних документів.

Восени 1502 року підняли бунт городяни Щецина. Герцог із сім'єю переїхали до Гарцу, звідки Богуслав пізніше відправив родину до замку в Іккермюнде. Там Анна народила наймолодшу дитину — сина, якого нарекли Отто. 

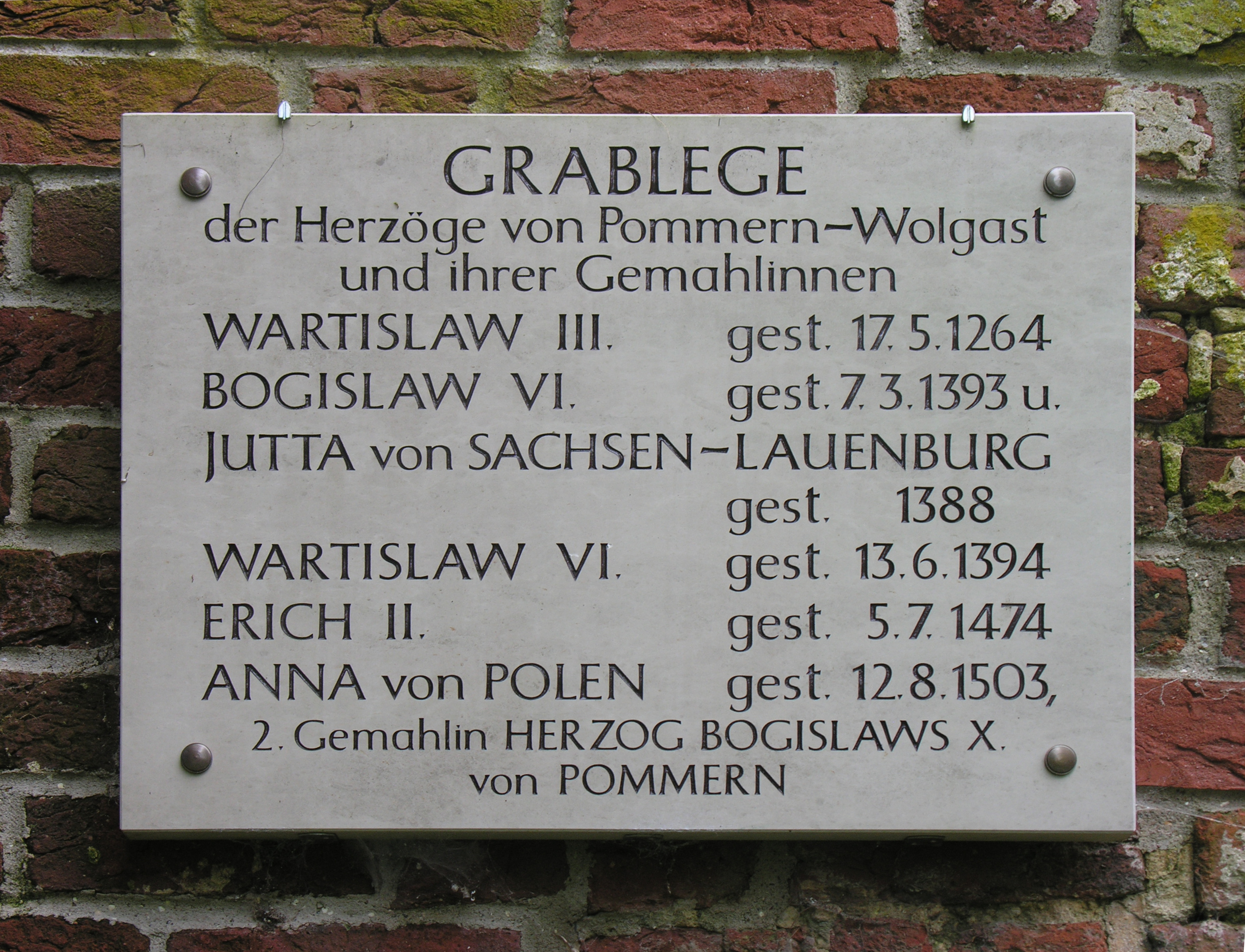
Меморіальна дошка на Ельденському монастирі

Як свідчить Томаш Кантцов, німецький літописець, дехто каже, що герцогині стало зле через острах швидкого від'їзду, інші — через те, що вона зайшла до тільки-но побіленої вапном кімнати і випари вплинули на її серце. Тож 12 серпня 1503 року Анна померла у віці двадцяти семи років.
Сучасні вчені, засновуючись на свідченнях хроніста Йоакима Веделя, припускають, що причиною її смерті був туберкульоз. Похована герцогиня була в Ельденському монастирі в Ґрайфсвальді. Про це зараз свідчить вмурована меморіальна дошка.
Чоловік пережив Анну на двадцять років і помер 5 жовтня 1523 року у Щецині. Богуславу наслідували їхні з Анною сини Їржи та Барнім.

## Родина
Чоловік — Богуслав X, герцог Поморський
Діти:
- Анна — (1491/1492—1550) — стала дружиною Георга I, князя Шлейзен-Легницького, нащадків не мала.
- Їржі (Георг) —(1493—1531) — герцог Померанії. Був двічі одружений, породив чотирьох дітей.
- Казимир — (1494—1518)
- Єлизавета — (1499—1518)
- Барнім — (1500—1501)
- Софія — (1501—1568) — вийшла заміж за короля Данії Фредеріка I, разом вони мали шістьох дітей.
- Барнім — (1501—1573) — герцог Померанії. Одружений з Анною Брауншвейг-Люнебурзькою, мав п'ятьох дітей.
- Отто — (1503—1518)

## Генеалогія
| Ольгерд | Ольгерд | Ольгерд | Ольгерд | Ольгерд             | Ольгерд             |                     |                     | Іуліанія Тверська   | Іуліанія Тверська   | Іуліанія Тверська | Іуліанія Тверська | Іуліанія Тверська     | Іуліанія Тверська     |                       |                       | Андрій Гольшанський   | Андрій Гольшанський   | Андрій Гольшанський | Андрій Гольшанський | Андрій Гольшанський | Андрій Гольшанський |                   |                   | Олександра Друцька | Олександра Друцька | Олександра Друцька | Олександра Друцька | Олександра Друцька | Олександра Друцька |  |  | Альбрехт IV | Альбрехт IV | Альбрехт IV | Альбрехт IV | Альбрехт IV | Альбрехт IV |             |             | Йоганна Софія Баварська | Йоганна Софія Баварська | Йоганна Софія Баварська | Йоганна Софія Баварська | Йоганна Софія Баварська | Йоганна Софія Баварська |                       |                       | Сигізмунд I Люксембург | Сигізмунд I Люксембург | Сигізмунд I Люксембург | Сигізмунд I Люксембург | Сигізмунд I Люксембург  | Сигізмунд I Люксембург  |                         |                         | Барбара Цельська        | Барбара Цельська        | Барбара Цельська | Барбара Цельська | Барбара Цельська | Барбара Цельська |  |  |
| Ольгерд | Ольгерд | Ольгерд | Ольгерд | Ольгерд             | Ольгерд             |                     |                     | Іуліанія Тверська   | Іуліанія Тверська   | Іуліанія Тверська | Іуліанія Тверська | Іуліанія Тверська     | Іуліанія Тверська     |                       |                       | Андрій Гольшанський   | Андрій Гольшанський   | Андрій Гольшанський | Андрій Гольшанський | Андрій Гольшанський | Андрій Гольшанський |                   |                   | Олександра Друцька | Олександра Друцька | Олександра Друцька | Олександра Друцька | Олександра Друцька | Олександра Друцька |  |  | Альбрехт IV | Альбрехт IV | Альбрехт IV | Альбрехт IV | Альбрехт IV | Альбрехт IV |             |             | Йоганна Софія Баварська | Йоганна Софія Баварська | Йоганна Софія Баварська | Йоганна Софія Баварська | Йоганна Софія Баварська | Йоганна Софія Баварська |                       |                       | Сигізмунд I Люксембург | Сигізмунд I Люксембург | Сигізмунд I Люксембург | Сигізмунд I Люксембург | Сигізмунд I Люксембург  | Сигізмунд I Люксембург  |                         |                         | Барбара Цельська        | Барбара Цельська        | Барбара Цельська | Барбара Цельська | Барбара Цельська | Барбара Цельська |  |  |
|         |         |         |         |                     |                     |                     |                     |                     |                     |                   |                   |                       |                       |                       |                       |                       |                       |                     |                     |                     |                     |                   |                   |                    |                    |                    |                    |                    |                    |  |  |             |             |             |             |             |             |             |             |                         |                         |                         |                         |                         |                         |                       |                       |                        |                        |                        |                        |                         |                         |                         |                         |                         |                         |                  |                  |                  |                  |  |  |
|         |         |         |         | Владислав II Ягайло | Владислав II Ягайло | Владислав II Ягайло | Владислав II Ягайло | Владислав II Ягайло | Владислав II Ягайло |                   |                   |                       |                       |                       |                       |                       |                       |                     |                     | Софія Гольшанська   | Софія Гольшанська   | Софія Гольшанська | Софія Гольшанська | Софія Гольшанська  | Софія Гольшанська  |                    |                    |                    |                    |  |  |             |             |             |             | Альбрехт II | Альбрехт II | Альбрехт II | Альбрехт II | Альбрехт II             | Альбрехт II             |                         |                         |                         |                         |                       |                       |                        |                        |                        |                        | Єлизавета Люксембурзька | Єлизавета Люксембурзька | Єлизавета Люксембурзька | Єлизавета Люксембурзька | Єлизавета Люксембурзька | Єлизавета Люксембурзька |                  |                  |                  |                  |  |  |
|         |         |         |         | Владислав II Ягайло | Владислав II Ягайло | Владислав II Ягайло | Владислав II Ягайло | Владислав II Ягайло | Владислав II Ягайло |                   |                   |                       |                       |                       |                       |                       |                       |                     |                     | Софія Гольшанська   | Софія Гольшанська   | Софія Гольшанська | Софія Гольшанська | Софія Гольшанська  | Софія Гольшанська  |                    |                    |                    |                    |  |  |             |             |             |             | Альбрехт II | Альбрехт II | Альбрехт II | Альбрехт II | Альбрехт II             | Альбрехт II             |                         |                         |                         |                         |                       |                       |                        |                        |                        |                        | Єлизавета Люксембурзька | Єлизавета Люксембурзька | Єлизавета Люксембурзька | Єлизавета Люксембурзька | Єлизавета Люксембурзька | Єлизавета Люксембурзька |                  |                  |                  |                  |  |  |
|         |         |         |         |                     |                     |                     |                     |                     |                     |                   |                   |                       |                       |                       |                       |                       |                       |                     |                     |                     |                     |                   |                   |                    |                    |                    |                    |                    |                    |  |  |             |             |             |             |             |             |             |             |                         |                         |                         |                         |                         |                         |                       |                       |                        |                        |                        |                        |                         |                         |                         |                         |                         |                         |                  |                  |                  |                  |  |  |
|         |         |         |         |                     |                     |                     |                     |                     |                     |                   |                   | Казимир IV Ягеллончик | Казимир IV Ягеллончик | Казимир IV Ягеллончик | Казимир IV Ягеллончик | Казимир IV Ягеллончик | Казимир IV Ягеллончик |                     |                     |                     |                     |                   |                   |                    |                    |                    |                    |                    |                    |  |  |             |             |             |             |             |             |             |             |                         |                         |                         |                         | Єлизавета Австрійська   | Єлизавета Австрійська   | Єлизавета Австрійська | Єлизавета Австрійська | Єлизавета Австрійська  | Єлизавета Австрійська  |                        |                        |                         |                         |                         |                         |                         |                         |                  |                  |                  |                  |  |  |
|         |         |         |         |                     |                     |                     |                     |                     |                     |                   |                   | Казимир IV Ягеллончик | Казимир IV Ягеллончик | Казимир IV Ягеллончик | Казимир IV Ягеллончик | Казимир IV Ягеллончик | Казимир IV Ягеллончик |                     |                     |                     |                     |                   |                   |                    |                    |                    |                    |                    |                    |  |  |             |             |             |             |             |             |             |             |                         |                         |                         |                         | Єлизавета Австрійська   | Єлизавета Австрійська   | Єлизавета Австрійська | Єлизавета Австрійська | Єлизавета Австрійська  | Єлизавета Австрійська  |                        |                        |                         |                         |                         |                         |                         |                         |                  |                  |                  |                  |  |  |
|         |         |         |         |                     |                     |                     |                     |                     |                     |                   |                   |                       |                       |                       |                       |                       |                       |                     |                     |                     |                     |                   |                   |                    |                    |                    |                    |                    |                    |  |  |             |             |             |             |             |             |             |             |                         |                         |                         |                         |                         |                         |                       |                       |                        |                        |                        |                        |                         |                         |                         |                         |                         |                         |                  |                  |                  |                  |  |  |
|         |         |         |         |                     |                     |                     |                     |                     |                     |                   |                   |                       |                       |                       |                       |                       |                       |                     |                     |                     |                     |                   |                   |                    |                    |                    |                    | Анна               |                    |  |  |             |             |             |             |             |             |             |             |                         |                         |                         |                         |                         |                         |                       |                       |                        |                        |                        |                        |                         |                         |                         |                         |                         |                         |                  |                  |                  |                  |  |  |